# راي مكهيل
راي مكهيل (بالإنجليزية: Ray McHale)‏ (12 أغسطس 1950 - ) هو لاعب كرة قدم بريطاني في مركز الوسط. لعب مع سوانزي سيتي ونادي تشيسترفيلد ونادي سكاربورو ونادي هاليفاكس تاون.

## وصلات خارجية
- راي مكهيل على موقع قاعدة بيانات كرة القدم.إي يو (الإنجليزية)
- راي مكهيل على موقع Soccerbase.com (لاعب) (الإنجليزية)